# Kryptosammensætning
En kryptosammensætning er et ord dannet af en eller flere kryptorødder.
Ordet bag begrebet er benyttet af Pia Jarvad.
Et eksempel på en kryptosammensætning er ordet biolog der består af de to kryptorødder bio- og -log.
En kryptosammensætning kan bestå af flere end to kryptorødder, for eksempel astro-bio-logi.